# School van Gaza

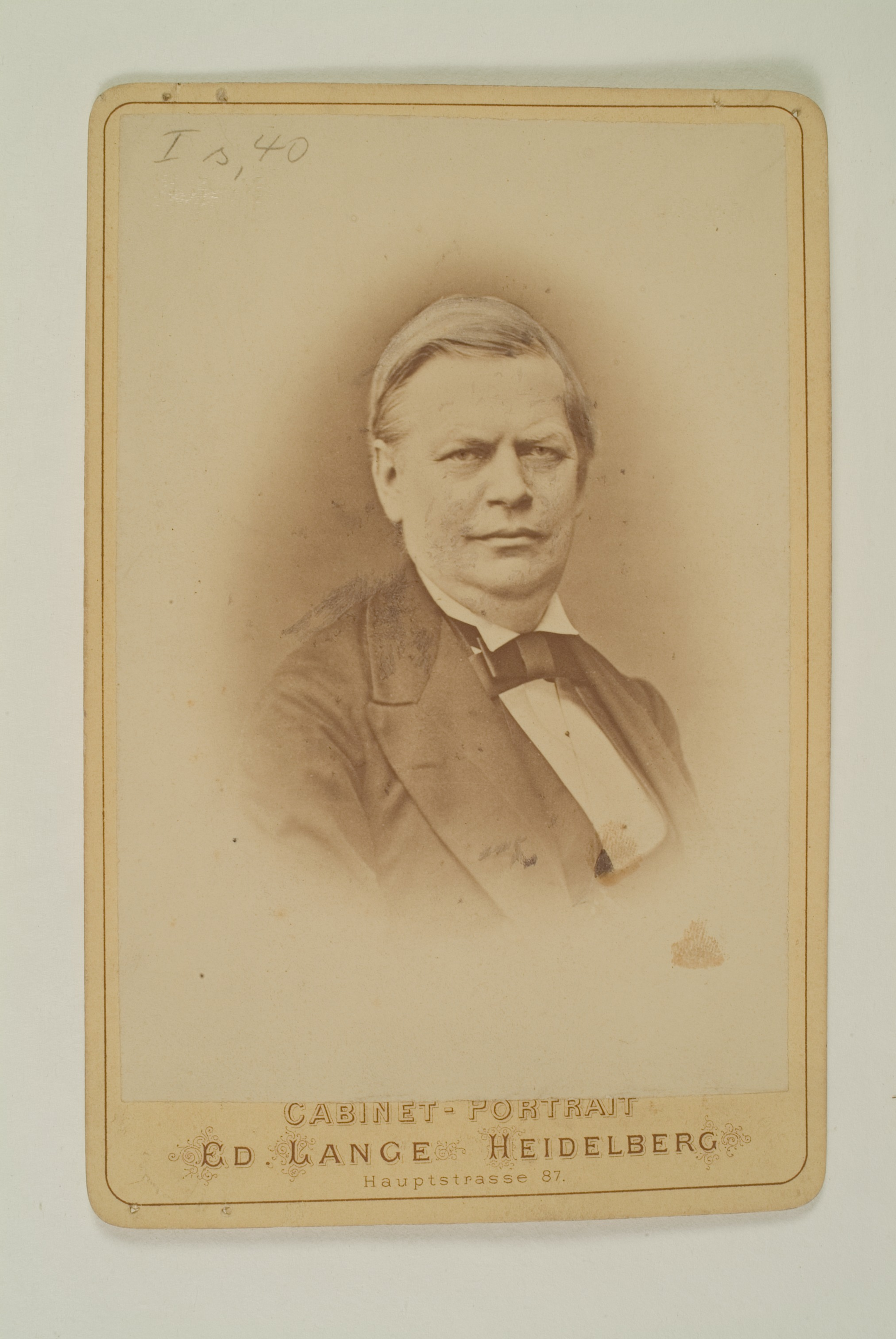
Stark voerde de term 'School van Gaza' in.

De School van Gaza was een hogeschool voor retorica in Gaza, een stad in het Byzantijnse Rijk. De instelling bestond in de 5e en 6e eeuw. De redenaars spraken niet in het middelgrieks, zoals gebruikelijk bij Byzantijnen in de middeleeuwen. Zij hanteerden het oudgrieks. De redenaars hadden een goede kennis van de Griekse Oudheid zoals oudgriekse literatuur en sofistiek doch ook van het neoplatonisme.

## Naam
De naam School van Gaza is gegeven door Karl Bernhard Stark in 1852. Stark was een hellenist en hoogleraar archeologie aan de universiteit van Heidelberg.

## Personages
Twee bekende directeuren van de School van Gaza waren Prokopios van Gaza (eind 5e eeuw – 528) en zijn leerling en opvolger Chorikios van Gaza (6e eeuw). Van Prokopios is bekend dat hij een panegyricus hield voor keizer Anastasius I; Prokopios schreef daarnaast een beschrijving van de Hagia Sophia en een commentaar op het Oude Testament in 'kettingvorm'. Dit betekent een aaneenschakeling van commentaren van theologen met zijn commentaar op het laatste.
Zijn opvolger Chorikios gebruikte talrijke toespelingen op de Griekse Oudheid in zijn redevoeringen.
Andere redenaars van de School van Gaza waren Aineias van Gaza, een tot christen bekeerde filosoof, Thimotheos van Gaza, een grammaticus, en Jan van Gaza.